# Hệ thống giải bóng đá Ý
Hệ thống giải bóng đá Ý, đề cập đến hệ thống giải đấu được kết nối với nhau theo thứ bậc dành cho các hiệp hội bóng đá ở Ý. Nó bao gồm chín giải đấu quốc gia và khu vực, ba giải đầu tiên là chuyên nghiệp, sáu giải còn lại là nghiệp dư, do Liên đoàn bóng đá Ý thành lập. Một đội đến từ San Marino cũng thi đấu. Hệ thống này có thể thức phân cấp với việc thăng hạng và xuống hạng giữa các giải đấu ở các cấp độ khác nhau.
Về lý thuyết, một câu lạc bộ nghiệp dư địa phương có thể vươn lên đỉnh cao của bóng đá Ý và giành chiếc cúp Scudetto. Trong khi điều này có thể khó xảy ra trong thực tế (ít nhất là trong thời gian ngắn hạn), chắc chắn phải có sự chuyển động đáng kể bên trong hệ thống các giải đấu. Hai cấp độ trên cùng chứa một giải đấu mỗi cấp độ. Bên dưới mức này, các cấp độ có các bộ phận song song dần dần, mỗi cấp bao gồm các khu vực địa lý nhỏ hơn dần dần.

## Lịch sử
Câu lạc bộ Cricket và Điền kinh Genoa, sau này được gọi là Câu lạc bộ Cricket và Bóng đá Genoa được thành lập vào ngày 7 tháng 9 năm 1893, là đội bóng lâu đời thứ tư của Ý (sau Torino F.C.C, Nobili Torino và Internazionale Torino), và là đội bóng đá Ý hoạt động lâu đời nhất hiện nay, với 13 thập kỷ hoạt động. Tháng 3 năm 1898, Liên đoàn bóng đá Ý ( Federazione Italiana del Football, sau này được gọi lại là Federazione Italiana Giuoco Calcio, FIGC) được thành lập tại Turin. Với bốn câu lạc bộ tham gia – Genoa, FC Torinese , Internazionale di Torino và Società Ginnastica di Torino ( Hiệp hội thể dục dụng cụ Torino). Các câu lạc bộ khác đã tồn tại nhưng quyết định không tham gia. Giải vô địch đầu tiên diễn ra vào một ngày duy nhất, ngày 8 tháng 5 năm 1898, tại Torino. Danh hiệu vô địch đã được giành bởi Genoa.
FIGC gia nhập FIFA vào năm 1905 và giải vô địch chuyển sang cấu trúc giải đấu, dựa trên khu vực, trong cùng năm.
Sau khi Thế chiến thứ nhất gián đoạn các hoạt động bóng đá khác, bóng đá ngày càng phổ biến và các câu lạc bộ nhỏ hơn quyết định tham gia. Vào mùa hè năm 1921, một hiệp hội thứ hai được thành lập trong thời gian ngắn để cạnh tranh với FIGC: Confederazione Calcistica Italiana (CCI), xuất hiện từ một cuộc tranh cãi giữa các câu lạc bộ lớn và nhỏ về cấu trúc của các giải đấu quốc gia. Do đó năm 1922 Ý có hai nhà vô địch US Pro Vercelli và US Novese. Hai liên đoàn cuối cùng đã tái hợp nhất vào cuối mùa giải.
Việc chuyển sang một cấu trúc giải đấu quốc gia duy nhất xảy ra vào năm 1929 với mười tám đội ban đầu ở giải đấu hàng đầu. Đội vô địch giả đấu đầu tiên vào năm 1930 là Internazionale. Đội tuyển quốc gia Italia cũng đã vô địch World Cup vào năm 1934 và 1938.
Sau Thế chiến thứ hai, giải đấu nhanh chóng trở lại cấu trúc khu vực với sự phân chia nam bắc và một trận play-off trong vòng một năm trước khi Serie A được khôi phục và hoạt động trở lại. Torino là nhà vô địch giải đấu đầu tiên sau chiến tranh và đã giành được bốn chiếc vô địch liên tiếp. Tuy nhiên, chính Juventus, Milan và Internazionale đã thống trị giải đấu kể từ Thế chiến thứ hai kết thúc, cả ba đã giành trở thành nhà vô dịch ở 57 trong số 74 mùa giải.
Hệ thống giải đấu hiện tại có từ năm 1978, khi khu vực bán chuyên nghiệp bị giải tán. Vào năm đó, giải đấu Lega Pro hiện tại (khi đó được gọi là Giải bán chuyên nghiệp quốc gia ) gồm Serie C và Serie D bây giờ, đã trở thành một giải đấu chuyên nghiệp hoàn toàn,  tổ chức hai giải đấu mới là Serie C1 và Serie C2. Do đó, Ý trở thành quốc gia duy nhất có hai giải bóng đá chuyên nghiệp riêng biệt, trước nước Anh tận 14 năm. Năm 2010, với sự phân chia giữa Lega Serie A và Lega Serie B, Ý trở thành quốc gia duy nhất có ba giải đấu chuyên nghiệp. Serie C đã thành lập trở lại vào năm 2014, bãi bỏ Serie C1 và Serie C2. 

## Hệ thống
Hệ thống sử dụng nguyên tắc thăng hạng và xuống hạng. Hạng đấu đầu tiên của bóng đá Ý là Serie A, được quản lý bởi Lega Nazionale Professionisti Serie A và bao gồm 20 đội. Hạng thứ hai là Serie B, được tổ chức bởi Lega Nazionale Professionisti B. Cả hai giải đấu này bao gồm toàn bộ nước Ý.
Hạng thứ ba là Serie C. Nó được điều hành bởi Lega Italiana Calcio Professionistico; giải đấu có ba hạng đấu, mỗi hạng có 20 câu lạc bộ, thường được phân chia dựa trên vị trí mỗi vùng.
Ở hạng thứ tư là Serie D, một giải đấu gồm chín hạng đấu song song (trong đó các câu lạc bộ được phân chia theo vị trí địa lý) được tổ chức bởi Dipartimento Interregionale của Lega Nazionale Dilettanti. Bên dưới đây là năm cấp độ khác; ba trong số đó, Eccellenza, Promozione và Prima Cargetoria, được tổ chức bởi các ủy ban khu vực của Lega Nazionale Dilettanti; và hai cấp độ cuối cùng, Seconda Cargetoria và Terza Cargetoria, bởi các ủy ban tỉnh.
Tất cả 100 câu lạc bộ Serie A, Serie B và Serie C đều là các câu lạc bộ chuyên nghiệp
| Cấp độ | Cấp độ | Hạng đấu                                                              | Hạng đấu                                                              | Hạng đấu                                                              | Hạng đấu                                                              | Hạng đấu                                                              | Hạng đấu                                                              | Hạng đấu                                                              | Hạng đấu                                                              | Hạng đấu                                                              | Hạng đấu                                                              | Hạng đấu                                                              | Hạng đấu                                                              | Hạng đấu                                                              | Hạng đấu                                                              | Hạng đấu                                                              | Hạng đấu                                                              | Hạng đấu                                                              | Hạng đấu                                                              |
| ------ | ------ | --------------------------------------------------------------------- | --------------------------------------------------------------------- | --------------------------------------------------------------------- | --------------------------------------------------------------------- | --------------------------------------------------------------------- | --------------------------------------------------------------------- | --------------------------------------------------------------------- | --------------------------------------------------------------------- | --------------------------------------------------------------------- | --------------------------------------------------------------------- | --------------------------------------------------------------------- | --------------------------------------------------------------------- | --------------------------------------------------------------------- | --------------------------------------------------------------------- | --------------------------------------------------------------------- | --------------------------------------------------------------------- | --------------------------------------------------------------------- | --------------------------------------------------------------------- |
|        |        | Chuyên nghiệp                                                         |                                                                       |                                                                       |                                                                       |                                                                       |                                                                       |                                                                       |                                                                       |                                                                       |                                                                       |                                                                       |                                                                       |                                                                       |                                                                       |                                                                       |                                                                       |                                                                       |                                                                       |
| 1      | 1      | Serie A (Một giải đấu, 20 câu lạc bộ)                                 | Serie A (Một giải đấu, 20 câu lạc bộ)                                 | Serie A (Một giải đấu, 20 câu lạc bộ)                                 | Serie A (Một giải đấu, 20 câu lạc bộ)                                 | Serie A (Một giải đấu, 20 câu lạc bộ)                                 | Serie A (Một giải đấu, 20 câu lạc bộ)                                 | Serie A (Một giải đấu, 20 câu lạc bộ)                                 | Serie A (Một giải đấu, 20 câu lạc bộ)                                 | Serie A (Một giải đấu, 20 câu lạc bộ)                                 | Serie A (Một giải đấu, 20 câu lạc bộ)                                 | Serie A (Một giải đấu, 20 câu lạc bộ)                                 | Serie A (Một giải đấu, 20 câu lạc bộ)                                 | Serie A (Một giải đấu, 20 câu lạc bộ)                                 | Serie A (Một giải đấu, 20 câu lạc bộ)                                 | Serie A (Một giải đấu, 20 câu lạc bộ)                                 | Serie A (Một giải đấu, 20 câu lạc bộ)                                 | Serie A (Một giải đấu, 20 câu lạc bộ)                                 | Serie A (Một giải đấu, 20 câu lạc bộ)                                 |
| 2      | 2      | Serie B (Một giải đấu, 20 câu lạc bộ)                                 | Serie B (Một giải đấu, 20 câu lạc bộ)                                 | Serie B (Một giải đấu, 20 câu lạc bộ)                                 | Serie B (Một giải đấu, 20 câu lạc bộ)                                 | Serie B (Một giải đấu, 20 câu lạc bộ)                                 | Serie B (Một giải đấu, 20 câu lạc bộ)                                 | Serie B (Một giải đấu, 20 câu lạc bộ)                                 | Serie B (Một giải đấu, 20 câu lạc bộ)                                 | Serie B (Một giải đấu, 20 câu lạc bộ)                                 | Serie B (Một giải đấu, 20 câu lạc bộ)                                 | Serie B (Một giải đấu, 20 câu lạc bộ)                                 | Serie B (Một giải đấu, 20 câu lạc bộ)                                 | Serie B (Một giải đấu, 20 câu lạc bộ)                                 | Serie B (Một giải đấu, 20 câu lạc bộ)                                 | Serie B (Một giải đấu, 20 câu lạc bộ)                                 | Serie B (Một giải đấu, 20 câu lạc bộ)                                 | Serie B (Một giải đấu, 20 câu lạc bộ)                                 | Serie B (Một giải đấu, 20 câu lạc bộ)                                 |
| 3      | 3      | Serie C (3 giải đấu liên khu vực, 20 đội mỗi giải)                    | Serie C (3 giải đấu liên khu vực, 20 đội mỗi giải)                    | Serie C (3 giải đấu liên khu vực, 20 đội mỗi giải)                    | Serie C (3 giải đấu liên khu vực, 20 đội mỗi giải)                    | Serie C (3 giải đấu liên khu vực, 20 đội mỗi giải)                    | Serie C (3 giải đấu liên khu vực, 20 đội mỗi giải)                    | Serie C (3 giải đấu liên khu vực, 20 đội mỗi giải)                    | Serie C (3 giải đấu liên khu vực, 20 đội mỗi giải)                    | Serie C (3 giải đấu liên khu vực, 20 đội mỗi giải)                    | Serie C (3 giải đấu liên khu vực, 20 đội mỗi giải)                    | Serie C (3 giải đấu liên khu vực, 20 đội mỗi giải)                    | Serie C (3 giải đấu liên khu vực, 20 đội mỗi giải)                    | Serie C (3 giải đấu liên khu vực, 20 đội mỗi giải)                    | Serie C (3 giải đấu liên khu vực, 20 đội mỗi giải)                    | Serie C (3 giải đấu liên khu vực, 20 đội mỗi giải)                    | Serie C (3 giải đấu liên khu vực, 20 đội mỗi giải)                    | Serie C (3 giải đấu liên khu vực, 20 đội mỗi giải)                    | Serie C (3 giải đấu liên khu vực, 20 đội mỗi giải)                    |
|        |        | Bán chuyên                                                            |                                                                       |                                                                       |                                                                       |                                                                       |                                                                       |                                                                       |                                                                       |                                                                       |                                                                       |                                                                       |                                                                       |                                                                       |                                                                       |                                                                       |                                                                       |                                                                       |                                                                       |
| 4      | 4      | Serie D (9 giải đấu liên khu vực, 18-20 đội mỗi giải)                 | Serie D (9 giải đấu liên khu vực, 18-20 đội mỗi giải)                 | Serie D (9 giải đấu liên khu vực, 18-20 đội mỗi giải)                 | Serie D (9 giải đấu liên khu vực, 18-20 đội mỗi giải)                 | Serie D (9 giải đấu liên khu vực, 18-20 đội mỗi giải)                 | Serie D (9 giải đấu liên khu vực, 18-20 đội mỗi giải)                 | Serie D (9 giải đấu liên khu vực, 18-20 đội mỗi giải)                 | Serie D (9 giải đấu liên khu vực, 18-20 đội mỗi giải)                 | Serie D (9 giải đấu liên khu vực, 18-20 đội mỗi giải)                 | Serie D (9 giải đấu liên khu vực, 18-20 đội mỗi giải)                 | Serie D (9 giải đấu liên khu vực, 18-20 đội mỗi giải)                 | Serie D (9 giải đấu liên khu vực, 18-20 đội mỗi giải)                 | Serie D (9 giải đấu liên khu vực, 18-20 đội mỗi giải)                 | Serie D (9 giải đấu liên khu vực, 18-20 đội mỗi giải)                 | Serie D (9 giải đấu liên khu vực, 18-20 đội mỗi giải)                 | Serie D (9 giải đấu liên khu vực, 18-20 đội mỗi giải)                 | Serie D (9 giải đấu liên khu vực, 18-20 đội mỗi giải)                 | Serie D (9 giải đấu liên khu vực, 18-20 đội mỗi giải)                 |
| 5      | 5      | Eccellenza (29 giải đấu khu vực, 16-18 đội mỗi giải)                  | Eccellenza (29 giải đấu khu vực, 16-18 đội mỗi giải)                  | Eccellenza (29 giải đấu khu vực, 16-18 đội mỗi giải)                  | Eccellenza (29 giải đấu khu vực, 16-18 đội mỗi giải)                  | Eccellenza (29 giải đấu khu vực, 16-18 đội mỗi giải)                  | Eccellenza (29 giải đấu khu vực, 16-18 đội mỗi giải)                  | Eccellenza (29 giải đấu khu vực, 16-18 đội mỗi giải)                  | Eccellenza (29 giải đấu khu vực, 16-18 đội mỗi giải)                  | Eccellenza (29 giải đấu khu vực, 16-18 đội mỗi giải)                  | Eccellenza (29 giải đấu khu vực, 16-18 đội mỗi giải)                  | Eccellenza (29 giải đấu khu vực, 16-18 đội mỗi giải)                  | Eccellenza (29 giải đấu khu vực, 16-18 đội mỗi giải)                  | Eccellenza (29 giải đấu khu vực, 16-18 đội mỗi giải)                  | Eccellenza (29 giải đấu khu vực, 16-18 đội mỗi giải)                  | Eccellenza (29 giải đấu khu vực, 16-18 đội mỗi giải)                  | Eccellenza (29 giải đấu khu vực, 16-18 đội mỗi giải)                  | Eccellenza (29 giải đấu khu vực, 16-18 đội mỗi giải)                  | Eccellenza (29 giải đấu khu vực, 16-18 đội mỗi giải)                  |
| 6      | 6      | Promozione (53 giải đấu khu vực, 14-18 đội mỗi giải)                  | Promozione (53 giải đấu khu vực, 14-18 đội mỗi giải)                  | Promozione (53 giải đấu khu vực, 14-18 đội mỗi giải)                  | Promozione (53 giải đấu khu vực, 14-18 đội mỗi giải)                  | Promozione (53 giải đấu khu vực, 14-18 đội mỗi giải)                  | Promozione (53 giải đấu khu vực, 14-18 đội mỗi giải)                  | Promozione (53 giải đấu khu vực, 14-18 đội mỗi giải)                  | Promozione (53 giải đấu khu vực, 14-18 đội mỗi giải)                  | Promozione (53 giải đấu khu vực, 14-18 đội mỗi giải)                  | Promozione (53 giải đấu khu vực, 14-18 đội mỗi giải)                  | Promozione (53 giải đấu khu vực, 14-18 đội mỗi giải)                  | Promozione (53 giải đấu khu vực, 14-18 đội mỗi giải)                  | Promozione (53 giải đấu khu vực, 14-18 đội mỗi giải)                  | Promozione (53 giải đấu khu vực, 14-18 đội mỗi giải)                  | Promozione (53 giải đấu khu vực, 14-18 đội mỗi giải)                  | Promozione (53 giải đấu khu vực, 14-18 đội mỗi giải)                  | Promozione (53 giải đấu khu vực, 14-18 đội mỗi giải)                  | Promozione (53 giải đấu khu vực, 14-18 đội mỗi giải)                  |
| 7      | 7      | Prima Categoria (105 giải đấu khu vực, 16 đội mỗi giải)               | Prima Categoria (105 giải đấu khu vực, 16 đội mỗi giải)               | Prima Categoria (105 giải đấu khu vực, 16 đội mỗi giải)               | Prima Categoria (105 giải đấu khu vực, 16 đội mỗi giải)               | Prima Categoria (105 giải đấu khu vực, 16 đội mỗi giải)               | Prima Categoria (105 giải đấu khu vực, 16 đội mỗi giải)               | Prima Categoria (105 giải đấu khu vực, 16 đội mỗi giải)               | Prima Categoria (105 giải đấu khu vực, 16 đội mỗi giải)               | Prima Categoria (105 giải đấu khu vực, 16 đội mỗi giải)               | Prima Categoria (105 giải đấu khu vực, 16 đội mỗi giải)               | Prima Categoria (105 giải đấu khu vực, 16 đội mỗi giải)               | Prima Categoria (105 giải đấu khu vực, 16 đội mỗi giải)               | Prima Categoria (105 giải đấu khu vực, 16 đội mỗi giải)               | Prima Categoria (105 giải đấu khu vực, 16 đội mỗi giải)               | Prima Categoria (105 giải đấu khu vực, 16 đội mỗi giải)               | Prima Categoria (105 giải đấu khu vực, 16 đội mỗi giải)               | Prima Categoria (105 giải đấu khu vực, 16 đội mỗi giải)               | Prima Categoria (105 giải đấu khu vực, 16 đội mỗi giải)               |
| 8      | 8      | Seconda Categoria (182 giải đấu khu vực/tỉnh, 16 câu lạc bộ mỗi giải) | Seconda Categoria (182 giải đấu khu vực/tỉnh, 16 câu lạc bộ mỗi giải) | Seconda Categoria (182 giải đấu khu vực/tỉnh, 16 câu lạc bộ mỗi giải) | Seconda Categoria (182 giải đấu khu vực/tỉnh, 16 câu lạc bộ mỗi giải) | Seconda Categoria (182 giải đấu khu vực/tỉnh, 16 câu lạc bộ mỗi giải) | Seconda Categoria (182 giải đấu khu vực/tỉnh, 16 câu lạc bộ mỗi giải) | Seconda Categoria (182 giải đấu khu vực/tỉnh, 16 câu lạc bộ mỗi giải) | Seconda Categoria (182 giải đấu khu vực/tỉnh, 16 câu lạc bộ mỗi giải) | Seconda Categoria (182 giải đấu khu vực/tỉnh, 16 câu lạc bộ mỗi giải) | Seconda Categoria (182 giải đấu khu vực/tỉnh, 16 câu lạc bộ mỗi giải) | Seconda Categoria (182 giải đấu khu vực/tỉnh, 16 câu lạc bộ mỗi giải) | Seconda Categoria (182 giải đấu khu vực/tỉnh, 16 câu lạc bộ mỗi giải) | Seconda Categoria (182 giải đấu khu vực/tỉnh, 16 câu lạc bộ mỗi giải) | Seconda Categoria (182 giải đấu khu vực/tỉnh, 16 câu lạc bộ mỗi giải) | Seconda Categoria (182 giải đấu khu vực/tỉnh, 16 câu lạc bộ mỗi giải) | Seconda Categoria (182 giải đấu khu vực/tỉnh, 16 câu lạc bộ mỗi giải) | Seconda Categoria (182 giải đấu khu vực/tỉnh, 16 câu lạc bộ mỗi giải) | Seconda Categoria (182 giải đấu khu vực/tỉnh, 16 câu lạc bộ mỗi giải) |
| 9      | 9      | Terza Categoria (232 giải đấu cấp tỉnh, 6–18 câu lạc bộ mỗi giải)     | Terza Categoria (232 giải đấu cấp tỉnh, 6–18 câu lạc bộ mỗi giải)     | Terza Categoria (232 giải đấu cấp tỉnh, 6–18 câu lạc bộ mỗi giải)     | Terza Categoria (232 giải đấu cấp tỉnh, 6–18 câu lạc bộ mỗi giải)     | Terza Categoria (232 giải đấu cấp tỉnh, 6–18 câu lạc bộ mỗi giải)     | Terza Categoria (232 giải đấu cấp tỉnh, 6–18 câu lạc bộ mỗi giải)     | Terza Categoria (232 giải đấu cấp tỉnh, 6–18 câu lạc bộ mỗi giải)     | Terza Categoria (232 giải đấu cấp tỉnh, 6–18 câu lạc bộ mỗi giải)     | Terza Categoria (232 giải đấu cấp tỉnh, 6–18 câu lạc bộ mỗi giải)     | Terza Categoria (232 giải đấu cấp tỉnh, 6–18 câu lạc bộ mỗi giải)     | Terza Categoria (232 giải đấu cấp tỉnh, 6–18 câu lạc bộ mỗi giải)     | Terza Categoria (232 giải đấu cấp tỉnh, 6–18 câu lạc bộ mỗi giải)     | Terza Categoria (232 giải đấu cấp tỉnh, 6–18 câu lạc bộ mỗi giải)     | Terza Categoria (232 giải đấu cấp tỉnh, 6–18 câu lạc bộ mỗi giải)     | Terza Categoria (232 giải đấu cấp tỉnh, 6–18 câu lạc bộ mỗi giải)     | Terza Categoria (232 giải đấu cấp tỉnh, 6–18 câu lạc bộ mỗi giải)     | Terza Categoria (232 giải đấu cấp tỉnh, 6–18 câu lạc bộ mỗi giải)     | Terza Categoria (232 giải đấu cấp tỉnh, 6–18 câu lạc bộ mỗi giải)     |

Từ mùa giải 2005 đến 2006, nếu hai hoặc nhiều đội kết thúc giải đấu với cùng số điểm, thì vị trí cuối cùng được tính theo các tiêu chí sau (được tính cho mọi hạng đấu):
1. Thành thích đối đàu
2. Hiệu số của thành thích đối đầu
3. Hiệu số bàn thắng bại cả mùa giải
4. Ghi nhiều bàn thắng nhất
5. Hòa

## Phụ nữ
Hệ thống của phụ nữ được chia thành năm cấp độ. Từ năm 2002 đến 2013, Serie A2 tồn tại giữa Serie A và B, nhưng sau đó nó đã được đổi tên thành Serie B.
| Cấp độ | Cấp độ | Hạng đấu | Hạng đấu | Hạng đấu | Hạng đấu | Hạng đấu | Hạng đấu | Hạng đấu | Hạng đấu | Hạng đấu | Hạng đấu | Hạng đấu | Hạng đấu | Hạng đấu | Hạng đấu | Hạng đấu | Hạng đấu | Hạng đấu | Hạng đấu |
| ------ | ------ | --- | --- | --- | --- | --- | --- | --- | --- | --- | --- | --- | --- | --- | --- | --- | --- | --- | --- |
|        |        | Giải đấu không chuyên | | | | | | | | | | | | | | | | | |
| 1      | 1      | Serie A Giải đấu quốc gia, 12 câu lạc bộ | Serie A Giải đấu quốc gia, 12 câu lạc bộ | Serie A Giải đấu quốc gia, 12 câu lạc bộ | Serie A Giải đấu quốc gia, 12 câu lạc bộ | Serie A Giải đấu quốc gia, 12 câu lạc bộ | Serie A Giải đấu quốc gia, 12 câu lạc bộ | Serie A Giải đấu quốc gia, 12 câu lạc bộ | Serie A Giải đấu quốc gia, 12 câu lạc bộ | Serie A Giải đấu quốc gia, 12 câu lạc bộ | Serie A Giải đấu quốc gia, 12 câu lạc bộ | Serie A Giải đấu quốc gia, 12 câu lạc bộ | Serie A Giải đấu quốc gia, 12 câu lạc bộ | Serie A Giải đấu quốc gia, 12 câu lạc bộ | Serie A Giải đấu quốc gia, 12 câu lạc bộ | Serie A Giải đấu quốc gia, 12 câu lạc bộ | Serie A Giải đấu quốc gia, 12 câu lạc bộ | Serie A Giải đấu quốc gia, 12 câu lạc bộ | Serie A Giải đấu quốc gia, 12 câu lạc bộ |
| 2      | 2      | Serie B Một giải đấu quốc gia, 12 câu lạc bộ từ mùa giải 2018 đến 2019 (3–4 giải liên khu vực từ 1970 đến 2018)                                         | Serie B Một giải đấu quốc gia, 12 câu lạc bộ từ mùa giải 2018 đến 2019 (3–4 giải liên khu vực từ 1970 đến 2018)                                         | Serie B Một giải đấu quốc gia, 12 câu lạc bộ từ mùa giải 2018 đến 2019 (3–4 giải liên khu vực từ 1970 đến 2018)                                         | Serie B Một giải đấu quốc gia, 12 câu lạc bộ từ mùa giải 2018 đến 2019 (3–4 giải liên khu vực từ 1970 đến 2018)                                         | Serie B Một giải đấu quốc gia, 12 câu lạc bộ từ mùa giải 2018 đến 2019 (3–4 giải liên khu vực từ 1970 đến 2018)                                         | Serie B Một giải đấu quốc gia, 12 câu lạc bộ từ mùa giải 2018 đến 2019 (3–4 giải liên khu vực từ 1970 đến 2018)                                         | Serie B Một giải đấu quốc gia, 12 câu lạc bộ từ mùa giải 2018 đến 2019 (3–4 giải liên khu vực từ 1970 đến 2018)                                         | Serie B Một giải đấu quốc gia, 12 câu lạc bộ từ mùa giải 2018 đến 2019 (3–4 giải liên khu vực từ 1970 đến 2018)                                         | Serie B Một giải đấu quốc gia, 12 câu lạc bộ từ mùa giải 2018 đến 2019 (3–4 giải liên khu vực từ 1970 đến 2018)                                         | Serie B Một giải đấu quốc gia, 12 câu lạc bộ từ mùa giải 2018 đến 2019 (3–4 giải liên khu vực từ 1970 đến 2018)                                         | Serie B Một giải đấu quốc gia, 12 câu lạc bộ từ mùa giải 2018 đến 2019 (3–4 giải liên khu vực từ 1970 đến 2018)                                         | Serie B Một giải đấu quốc gia, 12 câu lạc bộ từ mùa giải 2018 đến 2019 (3–4 giải liên khu vực từ 1970 đến 2018)                                         | Serie B Một giải đấu quốc gia, 12 câu lạc bộ từ mùa giải 2018 đến 2019 (3–4 giải liên khu vực từ 1970 đến 2018)                                         | Serie B Một giải đấu quốc gia, 12 câu lạc bộ từ mùa giải 2018 đến 2019 (3–4 giải liên khu vực từ 1970 đến 2018)                                         | Serie B Một giải đấu quốc gia, 12 câu lạc bộ từ mùa giải 2018 đến 2019 (3–4 giải liên khu vực từ 1970 đến 2018)                                         | Serie B Một giải đấu quốc gia, 12 câu lạc bộ từ mùa giải 2018 đến 2019 (3–4 giải liên khu vực từ 1970 đến 2018)                                         | Serie B Một giải đấu quốc gia, 12 câu lạc bộ từ mùa giải 2018 đến 2019 (3–4 giải liên khu vực từ 1970 đến 2018)                                         | Serie B Một giải đấu quốc gia, 12 câu lạc bộ từ mùa giải 2018 đến 2019 (3–4 giải liên khu vực từ 1970 đến 2018)                                         |
| 3      | 3      | Serie C 4 giải đấu liên khu vực, 12 – 14 câu lạc bộ mỗi hạng đấu từ khi thành lập vào năm 2018 (Các giải đấu khu vực cao nhất cho đến mùa giải 2017–18) | Serie C 4 giải đấu liên khu vực, 12 – 14 câu lạc bộ mỗi hạng đấu từ khi thành lập vào năm 2018 (Các giải đấu khu vực cao nhất cho đến mùa giải 2017–18) | Serie C 4 giải đấu liên khu vực, 12 – 14 câu lạc bộ mỗi hạng đấu từ khi thành lập vào năm 2018 (Các giải đấu khu vực cao nhất cho đến mùa giải 2017–18) | Serie C 4 giải đấu liên khu vực, 12 – 14 câu lạc bộ mỗi hạng đấu từ khi thành lập vào năm 2018 (Các giải đấu khu vực cao nhất cho đến mùa giải 2017–18) | Serie C 4 giải đấu liên khu vực, 12 – 14 câu lạc bộ mỗi hạng đấu từ khi thành lập vào năm 2018 (Các giải đấu khu vực cao nhất cho đến mùa giải 2017–18) | Serie C 4 giải đấu liên khu vực, 12 – 14 câu lạc bộ mỗi hạng đấu từ khi thành lập vào năm 2018 (Các giải đấu khu vực cao nhất cho đến mùa giải 2017–18) | Serie C 4 giải đấu liên khu vực, 12 – 14 câu lạc bộ mỗi hạng đấu từ khi thành lập vào năm 2018 (Các giải đấu khu vực cao nhất cho đến mùa giải 2017–18) | Serie C 4 giải đấu liên khu vực, 12 – 14 câu lạc bộ mỗi hạng đấu từ khi thành lập vào năm 2018 (Các giải đấu khu vực cao nhất cho đến mùa giải 2017–18) | Serie C 4 giải đấu liên khu vực, 12 – 14 câu lạc bộ mỗi hạng đấu từ khi thành lập vào năm 2018 (Các giải đấu khu vực cao nhất cho đến mùa giải 2017–18) | Serie C 4 giải đấu liên khu vực, 12 – 14 câu lạc bộ mỗi hạng đấu từ khi thành lập vào năm 2018 (Các giải đấu khu vực cao nhất cho đến mùa giải 2017–18) | Serie C 4 giải đấu liên khu vực, 12 – 14 câu lạc bộ mỗi hạng đấu từ khi thành lập vào năm 2018 (Các giải đấu khu vực cao nhất cho đến mùa giải 2017–18) | Serie C 4 giải đấu liên khu vực, 12 – 14 câu lạc bộ mỗi hạng đấu từ khi thành lập vào năm 2018 (Các giải đấu khu vực cao nhất cho đến mùa giải 2017–18) | Serie C 4 giải đấu liên khu vực, 12 – 14 câu lạc bộ mỗi hạng đấu từ khi thành lập vào năm 2018 (Các giải đấu khu vực cao nhất cho đến mùa giải 2017–18) | Serie C 4 giải đấu liên khu vực, 12 – 14 câu lạc bộ mỗi hạng đấu từ khi thành lập vào năm 2018 (Các giải đấu khu vực cao nhất cho đến mùa giải 2017–18) | Serie C 4 giải đấu liên khu vực, 12 – 14 câu lạc bộ mỗi hạng đấu từ khi thành lập vào năm 2018 (Các giải đấu khu vực cao nhất cho đến mùa giải 2017–18) | Serie C 4 giải đấu liên khu vực, 12 – 14 câu lạc bộ mỗi hạng đấu từ khi thành lập vào năm 2018 (Các giải đấu khu vực cao nhất cho đến mùa giải 2017–18) | Serie C 4 giải đấu liên khu vực, 12 – 14 câu lạc bộ mỗi hạng đấu từ khi thành lập vào năm 2018 (Các giải đấu khu vực cao nhất cho đến mùa giải 2017–18) | Serie C 4 giải đấu liên khu vực, 12 – 14 câu lạc bộ mỗi hạng đấu từ khi thành lập vào năm 2018 (Các giải đấu khu vực cao nhất cho đến mùa giải 2017–18) |
| 4      | 4      | Eccellenza 18 – 19 các giải khu vực (Các giải khu vực cao nhất từ 2018 đến 2019; từ 1978 đến 2018 là Serie C)                                           | Eccellenza 18 – 19 các giải khu vực (Các giải khu vực cao nhất từ 2018 đến 2019; từ 1978 đến 2018 là Serie C)                                           | Eccellenza 18 – 19 các giải khu vực (Các giải khu vực cao nhất từ 2018 đến 2019; từ 1978 đến 2018 là Serie C)                                           | Eccellenza 18 – 19 các giải khu vực (Các giải khu vực cao nhất từ 2018 đến 2019; từ 1978 đến 2018 là Serie C)                                           | Eccellenza 18 – 19 các giải khu vực (Các giải khu vực cao nhất từ 2018 đến 2019; từ 1978 đến 2018 là Serie C)                                           | Eccellenza 18 – 19 các giải khu vực (Các giải khu vực cao nhất từ 2018 đến 2019; từ 1978 đến 2018 là Serie C)                                           | Eccellenza 18 – 19 các giải khu vực (Các giải khu vực cao nhất từ 2018 đến 2019; từ 1978 đến 2018 là Serie C)                                           | Eccellenza 18 – 19 các giải khu vực (Các giải khu vực cao nhất từ 2018 đến 2019; từ 1978 đến 2018 là Serie C)                                           | Eccellenza 18 – 19 các giải khu vực (Các giải khu vực cao nhất từ 2018 đến 2019; từ 1978 đến 2018 là Serie C)                                           | Eccellenza 18 – 19 các giải khu vực (Các giải khu vực cao nhất từ 2018 đến 2019; từ 1978 đến 2018 là Serie C)                                           | Eccellenza 18 – 19 các giải khu vực (Các giải khu vực cao nhất từ 2018 đến 2019; từ 1978 đến 2018 là Serie C)                                           | Eccellenza 18 – 19 các giải khu vực (Các giải khu vực cao nhất từ 2018 đến 2019; từ 1978 đến 2018 là Serie C)                                           | Eccellenza 18 – 19 các giải khu vực (Các giải khu vực cao nhất từ 2018 đến 2019; từ 1978 đến 2018 là Serie C)                                           | Eccellenza 18 – 19 các giải khu vực (Các giải khu vực cao nhất từ 2018 đến 2019; từ 1978 đến 2018 là Serie C)                                           | Eccellenza 18 – 19 các giải khu vực (Các giải khu vực cao nhất từ 2018 đến 2019; từ 1978 đến 2018 là Serie C)                                           | Eccellenza 18 – 19 các giải khu vực (Các giải khu vực cao nhất từ 2018 đến 2019; từ 1978 đến 2018 là Serie C)                                           | Eccellenza 18 – 19 các giải khu vực (Các giải khu vực cao nhất từ 2018 đến 2019; từ 1978 đến 2018 là Serie C)                                           | Eccellenza 18 – 19 các giải khu vực (Các giải khu vực cao nhất từ 2018 đến 2019; từ 1978 đến 2018 là Serie C)                                           |
| 5      | 5      | Promozione Các hạng đấu khu vực (Các giải khu vực thấp nhất; cho đến mùa giải 2017–18 là Serie D)                                                       | Promozione Các hạng đấu khu vực (Các giải khu vực thấp nhất; cho đến mùa giải 2017–18 là Serie D)                                                       | Promozione Các hạng đấu khu vực (Các giải khu vực thấp nhất; cho đến mùa giải 2017–18 là Serie D)                                                       | Promozione Các hạng đấu khu vực (Các giải khu vực thấp nhất; cho đến mùa giải 2017–18 là Serie D)                                                       | Promozione Các hạng đấu khu vực (Các giải khu vực thấp nhất; cho đến mùa giải 2017–18 là Serie D)                                                       | Promozione Các hạng đấu khu vực (Các giải khu vực thấp nhất; cho đến mùa giải 2017–18 là Serie D)                                                       | Promozione Các hạng đấu khu vực (Các giải khu vực thấp nhất; cho đến mùa giải 2017–18 là Serie D)                                                       | Promozione Các hạng đấu khu vực (Các giải khu vực thấp nhất; cho đến mùa giải 2017–18 là Serie D)                                                       | Promozione Các hạng đấu khu vực (Các giải khu vực thấp nhất; cho đến mùa giải 2017–18 là Serie D)                                                       | Promozione Các hạng đấu khu vực (Các giải khu vực thấp nhất; cho đến mùa giải 2017–18 là Serie D)                                                       | Promozione Các hạng đấu khu vực (Các giải khu vực thấp nhất; cho đến mùa giải 2017–18 là Serie D)                                                       | Promozione Các hạng đấu khu vực (Các giải khu vực thấp nhất; cho đến mùa giải 2017–18 là Serie D)                                                       | Promozione Các hạng đấu khu vực (Các giải khu vực thấp nhất; cho đến mùa giải 2017–18 là Serie D)                                                       | Promozione Các hạng đấu khu vực (Các giải khu vực thấp nhất; cho đến mùa giải 2017–18 là Serie D)                                                       | Promozione Các hạng đấu khu vực (Các giải khu vực thấp nhất; cho đến mùa giải 2017–18 là Serie D)                                                       | Promozione Các hạng đấu khu vực (Các giải khu vực thấp nhất; cho đến mùa giải 2017–18 là Serie D)                                                       | Promozione Các hạng đấu khu vực (Các giải khu vực thấp nhất; cho đến mùa giải 2017–18 là Serie D)                                                       | Promozione Các hạng đấu khu vực (Các giải khu vực thấp nhất; cho đến mùa giải 2017–18 là Serie D)                                                       |

## Liên kết
- Map of Italian Football Club Stadia

- Trang chủ (tiếng Ý) (tiếng Anh)
- Lịch sử giải Serie A — từ năm 1929.